# Вестманнаэйяр (вулкан)
Вестманнаэйяр (исл. Vestmannaeyjar) — группа вулканических объектов, расположенных на архипелаге Вестманнаэйяр и юго-западном побережье Исландии.
Вестманнаэйяр является обширным подводным вулканом, в пределах которого на площади 30×40 км находятся различные вулканические объекты, сложенные преимущественно базальтами. Следствием проявления вулканической деятельности стало возникновение вулканических островов и подводных вулканов на неглубоком шельфе юго-западного берега Исландии.

## Извержения
Извержения происходили в послеледниковый период более двух десятков раз. Вестманнаэйяр наиболее известен извержением 1963 года, в результате которого возник остров Суртсей. В настоящий момент он продолжает расти. Впоследствии образовывались подобные островки, но они были, как правило, недолговечны и порой не фиксировались. Островок Йоульнир возвышался на 70 метров над уровнем моря в результате выброса лав на поверхность в декабре 1965 года, а через год его размыл океан, и от него ничего не осталось.
Наиболее трагическое извержение началось 23 января 1973 года, в результате которого пострадал одноимённый город на острове Хеймаэй. В результате нагревания почв начался пожар в восточной части городка, на площади 300—400 метров. Тогда из моря пытались перекачать воду насосами и остудить потоки лавы, исходящие из шлакового конуса Эльдфедль, но потоки лавы направились в порт и нарушили подачу воды и пришлось заняться эвакуацией местного населения. Извержение прекратилось 3 июня 1973 года. В результате образовалась гора высотой 225 метров, под слоем пепла оказалось 360 домов, толщина лавового потока составила 70 м, площадь — 2,1 км². Впоследствии защиту береговой линии расширили от 1,1 км до 2,7 км. Вулканическая активность на Хеймаэй была подобна извержению на острове Ян-Майен в 1970 году.
В настоящий период какой-либо активной вулканической деятельности в районе Вестманнаэйяр нет.

## Список вулканических объектов по алфавиту, входящих в комплекс Вестманнаэйяр
| Название      | Название на английском | Тип                            | Высота (м.) |
| ------------- | ---------------------- | ------------------------------ | ----------- |
| Алсей         | Alsey                  | Конус                          | 137         |
| Бьярнарей     | Bjarnarey              | Вулканический конус            | 161         |
| Брандур       | Brandur                | Конус                          | 83          |
| Гейрфупласкер | Geirfuglasker          | Конус                          | 43          |
| Гейрфупласкер | Geirfuglasker          | Конус                          | 43          |
| Нихахраун     | Nyhahraun              | Подводный вулканический разлом | неизвестно  |
| Нордурклеттар | Nordurklettar          | Вулканический разлом           | неизвестно  |
| Рофубоди      | Rofubodi               | Подводный вулканический разлом | неизвестно  |
| Саефелл       | Saefell                | Туфовый конус                  | 188         |
| Скотриггур    | Skotuhryggur           | Подводный вулканический разлом | неизвестно  |
| Сридрангар    | Thridrangar            | Подводный вулканический разлом | неизвестно  |
| Сторхофди     | Storhofdi              | Туфовый конус                  | 100         |
| Судурей       | Suðurey                | Конус                          | 164         |
| Сулнаскер     | Sulnasker              | Конус                          | 68          |
| Сюртсей       | Surtsey                | Конус                          | 169         |
| Хайн          | Hain                   | Туфовые кольца                 | неизвестно  |
| Хеймаэй       | Heimaey                | Шлаковый конус                 | 279         |
| Хелгафелль    | Helgafell              | Шлаковый конус                 | 228         |
| Хеллисей      | Hellisey               | Конус                          | 105         |
| Эининдрангур  | Einindrangur           | Подводный вулканический разлом | неизвестно  |
| Эльдфетль     | Eldfell                | Вулканический разлом           | 205         |
| Эллидаэй      | Ellidaey               | Конус                          | 112         |